# Burmacrocera minuta
Burmacrocera minuta är en tvåvingeart som först beskrevs av Senior-white 1922.  Burmacrocera minuta ingår i släktet Burmacrocera och familjen platthornsmyggor.
Artens utbredningsområde är Sri Lanka. Inga underarter finns listade i Catalogue of Life.